# Тбилисский электровозостроительный завод
Тбили́сский электровозострои́тельный заво́д (АО «Электровозостроитель», груз. სს „ელმავალმშენებელი“) — предприятие по выпуску локомотивов для нужд железных дорог и промышленности, расположенное в Тбилиси (Грузия).

## История завода
Годом основания завода считается 1939 год. Так, в 1939 году, в связи с расширением электровозоремонтного цеха, было принято решение о переносе всего паровозовагоноремонтного завода на окраину города Тбилиси с его одновременной реконструкцией.
Строительство завода начато в 1942 году. В 1947 году был изменен профиль завода на локомотиворемонтный. 
Название «электровозостроительный» завод носит с 1957 года, когда при помощи специалистов и рабочих Новочеркасского электровозостроительного завода на предприятии было организовано производство электровозов. 30 декабря 1957 года завод выпустил первый электровоз Н8-201 (в дальнейшем — ВЛ8-201). В 2007 году отмечалось 50-летие выпуска первого электровоза.

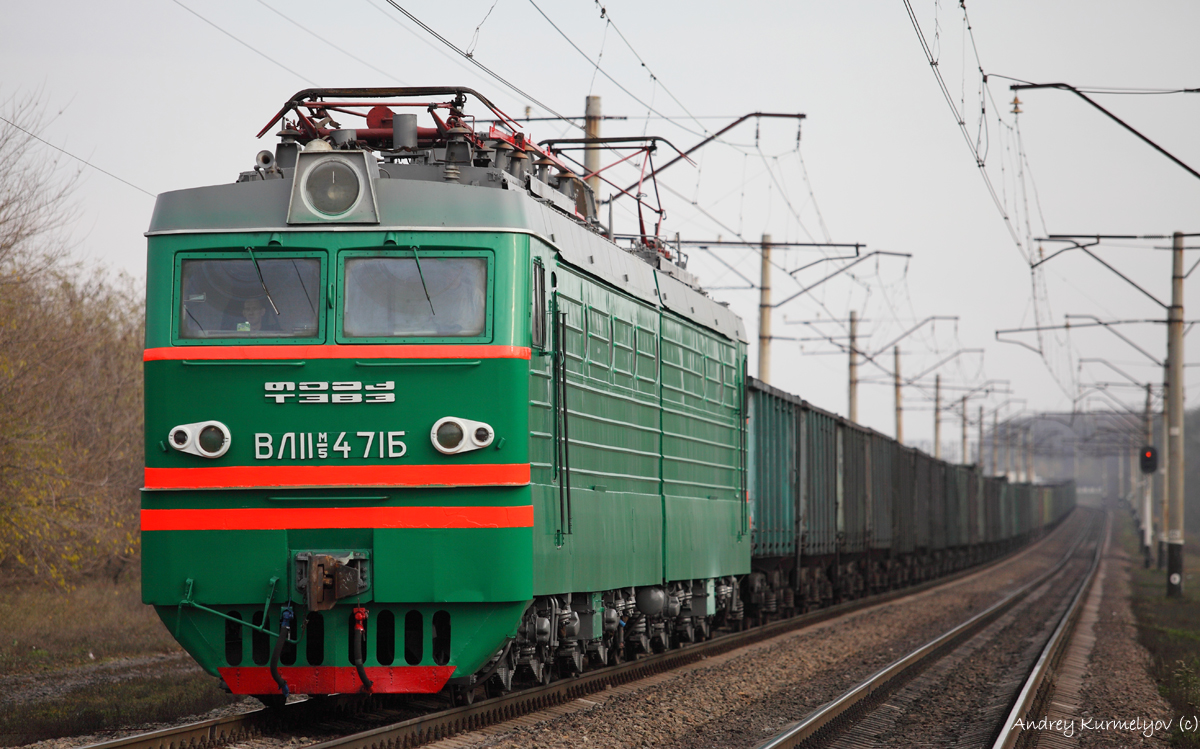
Электровоз ВЛ11^{М5}. Выпускался в 2007—2008 годах, с появлением электровоза ВЛ11^{М6} выпуск прекратился. Выпущено 13 штук, эксплуатируется в Азербайджане и Украине

В дальнейшем на заводе было налажено производство электровозов из комплектующих, поставляемых с других заводов (Луганского тепловозостроительного и Новочеркасского электровозостроительного). Постепенно часть деталей и сборочных единиц завод стал изготавливать сам. 
В целом, в советское время завод входил в число ведущих предприятий города.

## Продукция завода
Работая в СССР, завод выпускал электровозы постоянного тока: ВЛ8, ВЛ10, ВЛ10у, ВЛ11, ВЛ15, а также промышленные коксотушильные электровозы: ЭК13, ЭК14. Всего выпущено около 4500 магистральных электровозов и более 400 коксотушильных.
Коксотушильные электровозы поставлялись на металлургические комбинаты СССР, и стран СЭВ: Польши, Чехословакии, Болгарии, а также Китая, Пакистана, Ирана, Индии, Финляндии, Египта, Алжира и других стран мира.
После распада СССР производство электровозов на заводе резко снизилось. Это было вызвано разрывом производственных связей с РЖД и с Новочеркасским электровозостроительным заводом, являвшимся для ТЭВЗа головным предприятием и поставщиком жизненно важных узлов и агрегатов. В 1992 году выпущены два локомотива Э13. В 1993 году заводом были выпущены 18 локомотивов (для сравнения, в 1988 году объем выпуска составил 130 локомотивов, в рекордном 1983 году — 138 локомотивов). В 1994—1995 годах завод локомотивы не выпускал. Лишь с 1996 года возобновилось производство локомотивов, хотя и в гораздо меньших масштабах, чем до распада СССР. Фактически часть этапов сборки заводу пришлось осваивать заново (готовые окрашенные кузова, тележки и часть электрооборудования приходили из Новочеркасска, автосцепки СА-3 - из Брянска). На заводе появилась лакокрасочная камера и цех по производству кузовов для электровозов. Некоторые компоненты электрооборудования (к примеру, преобразователи) завод закупает в Чехии. На данный момент основными заказчиками завода являются железные дороги Грузии, Украины и Азербайджана (Россия прекратила закупку электровозов постоянного тока в 1993 году), до 2005 года выпуск сохранялся на уровне 5-10 машин в год.
В 2000 году заводом на базе расцепленных секций ВЛ11 и ВЛ15 сконструированы и изготовлены 2 серии электровозов: 4Е1 — магистральный четырехосный пассажирский, построено две машины, и 4Е10 — магистральный четырехосный грузопассажирский, построено 15 машин. Данные серии производились до 2008 года.
Заводом разрабатывался электровоз серии 8Е1, на данный момент проект заморожен.
Электровозы ЭК-14У поставлены в 2005—2006 годах на ряд предприятий России, Украины, Казахстана. Построены 393 электровоза.
ЭК-15 создан в 2005 году, построены 2 электровоза, поставлены и эксплуатируются на коксовых батареях ОАО «Северсталь».
В 2011 году Государственная администрация железнодорожного транспорта Украины («Укрзализныця») подписала договор с предприятием на поставку 110 магистральных грузовых электровозов ВЛ11М6. 
Стоимость контракта составила 483,13 млн долларов. За время производства на Укрзализныцю поставлено 28 электровозов ВЛ11М6: в 2008 году — 2 единицы, в 2010 году — 3 единицы, в 2011 году — 4 единицы, в 2012 году — 3 единицы, в 2013 году — 11 единиц, в 2014 году — 5 единиц. В 2015 году 4 электровоза были приобретены Азербайджанскими железными дорогами.
В 2020 году ТЭВЗ произвёл первый тяговый агрегат МПЭ2У, он был поставлен в Узбекистан на Алмалыкский горно-металлургический комбинат. Через год был выпущен второй тяговой агрегат этой серии, который так же был отправлен в Узбекистан.

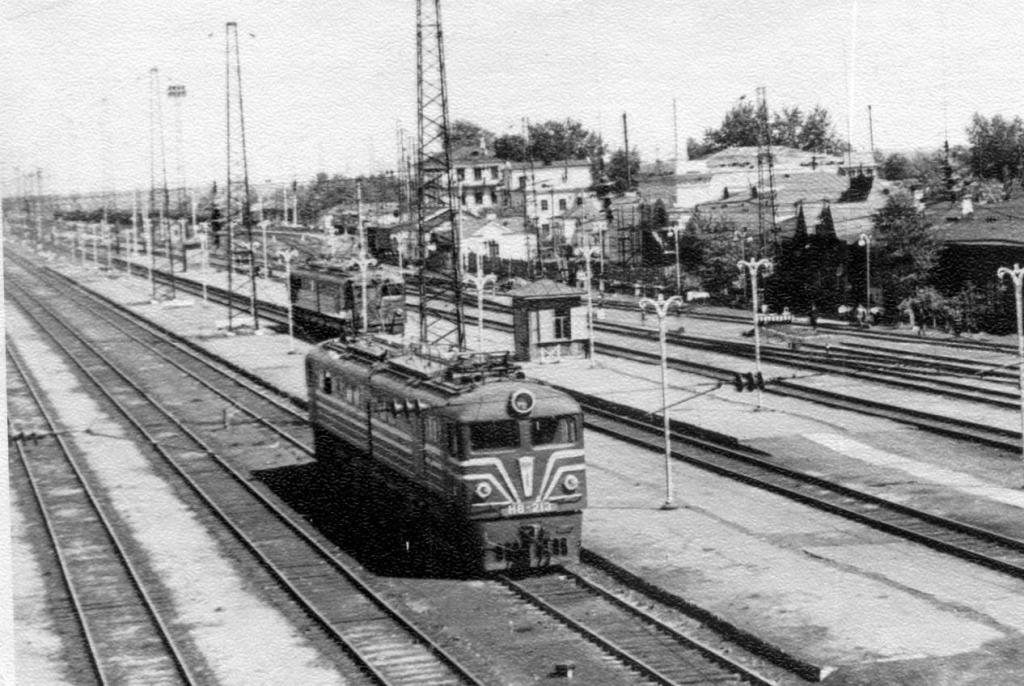
Н8-213 - один из первых электровозов, выпущенных на ТЭВЗе (1958 год). В 1965 году переименован в ВЛ8-213
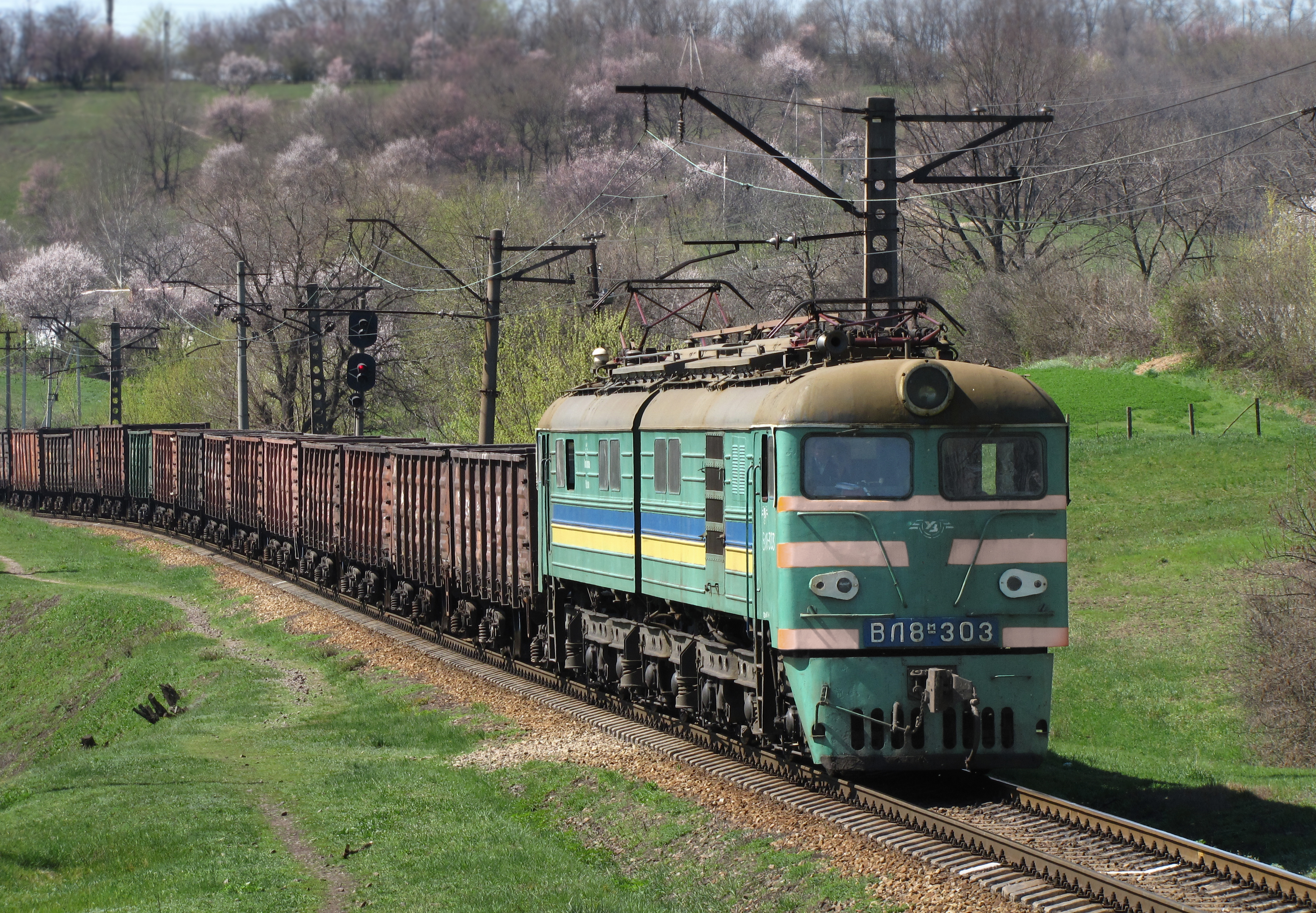
Электровоз Н8-303 был построен в 1960 году. В 1965-м  получил обозначение ВЛ8-303. Тоннельная балка,  Днепр (2013)
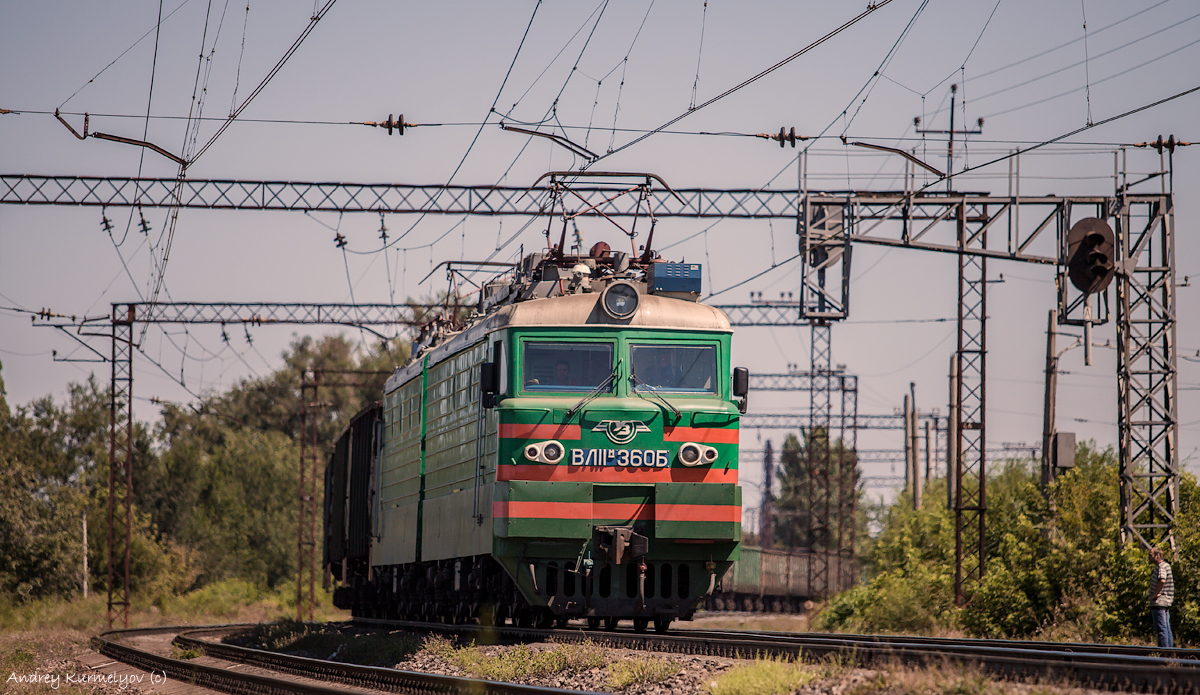
Электровоз ВЛ11М-360 на перегоне Диёвка — Сухачёвка
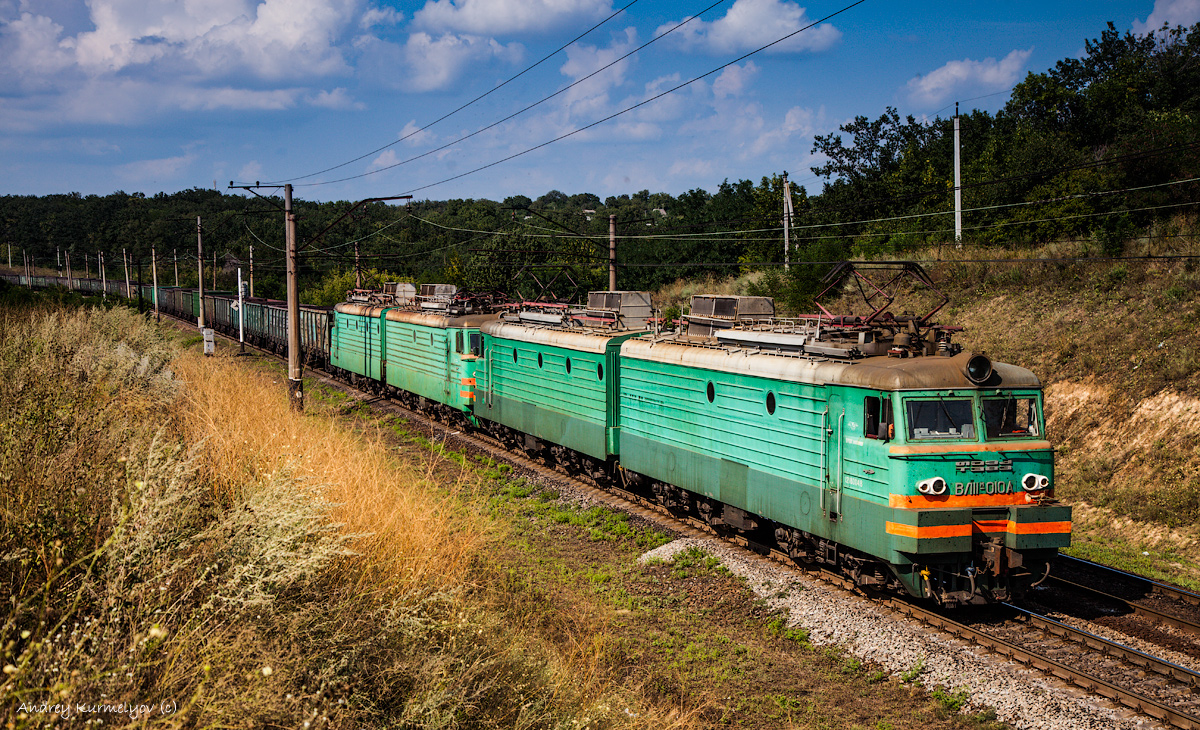
Электровоз ВЛ11М-010, перегон Игрень- Илларионово
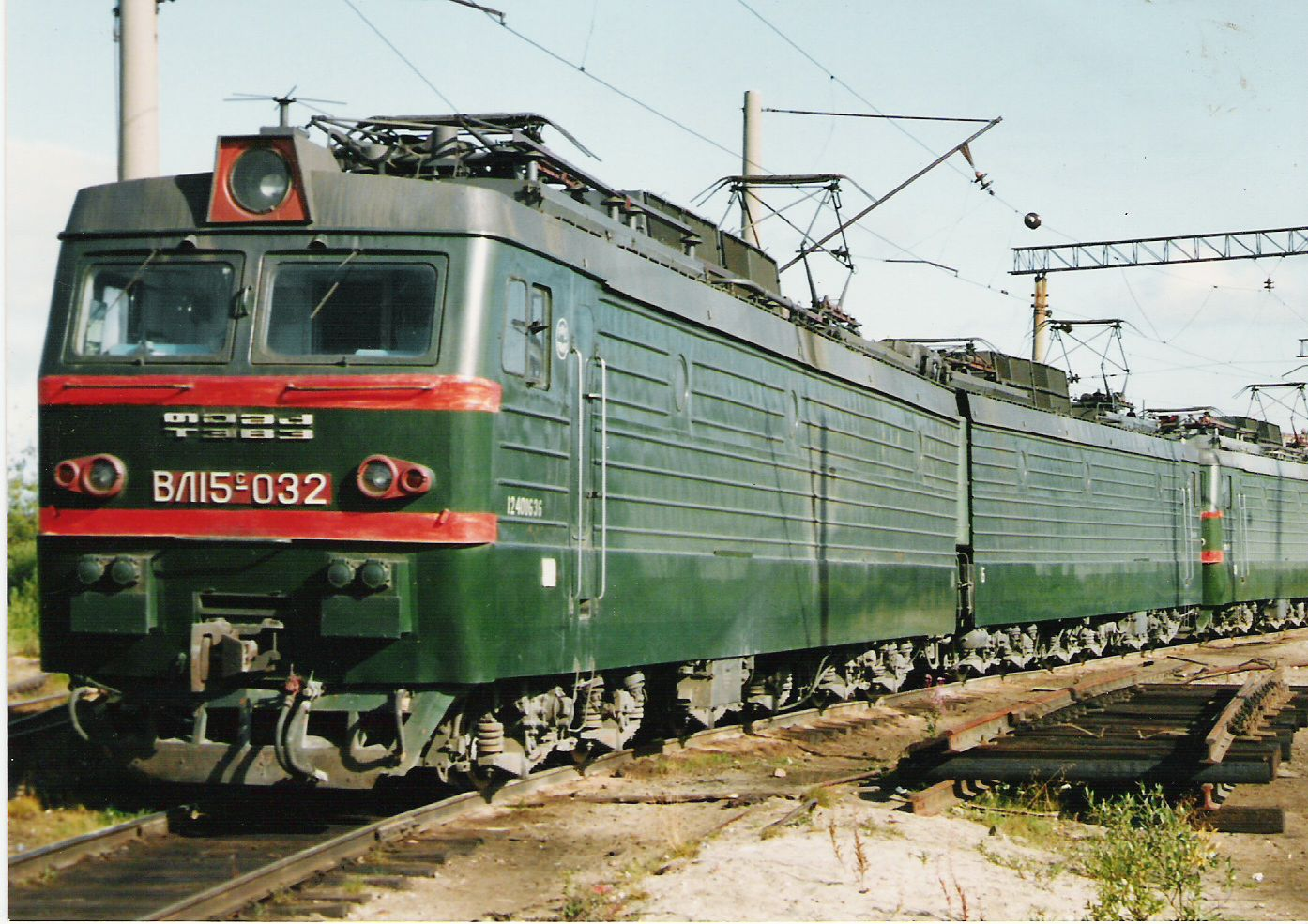
Двенадцатиосный электровоз ВЛ15, один из самых мощных  в мире электровозов постоянного тока
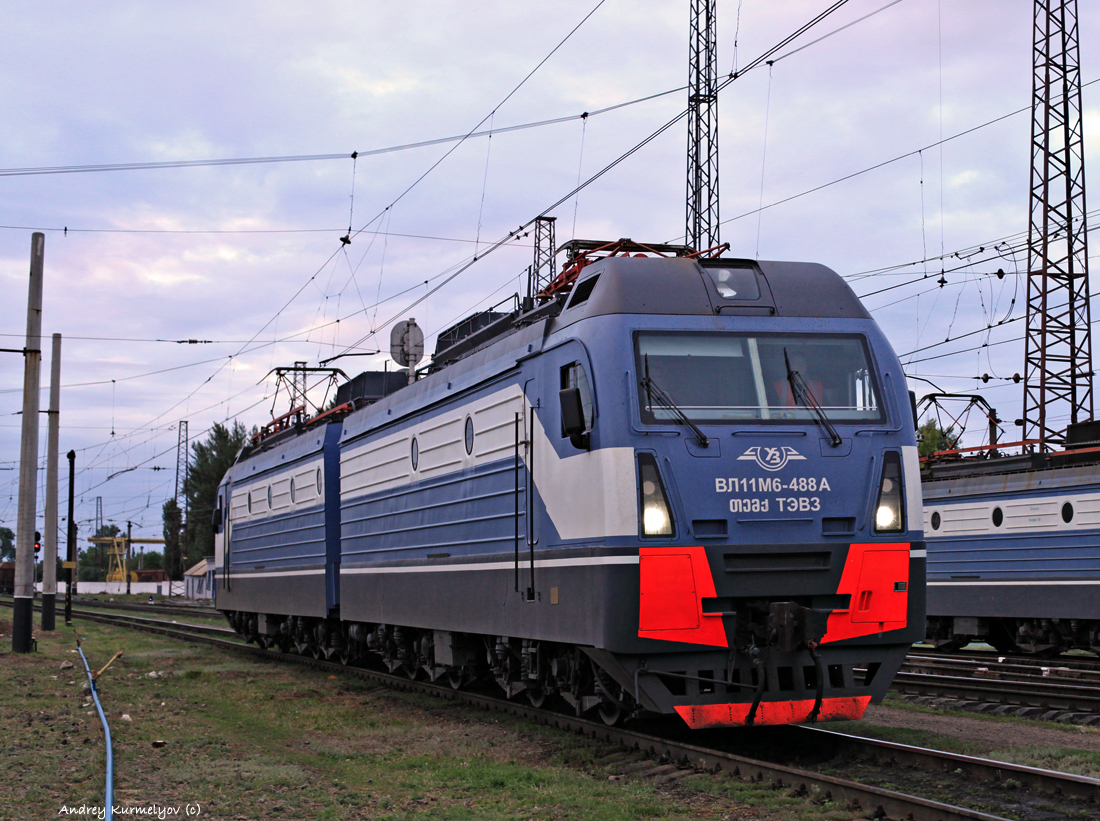
Электровоз ВЛ11М6-488, станция Синельниково-I,  Днепропетровская область
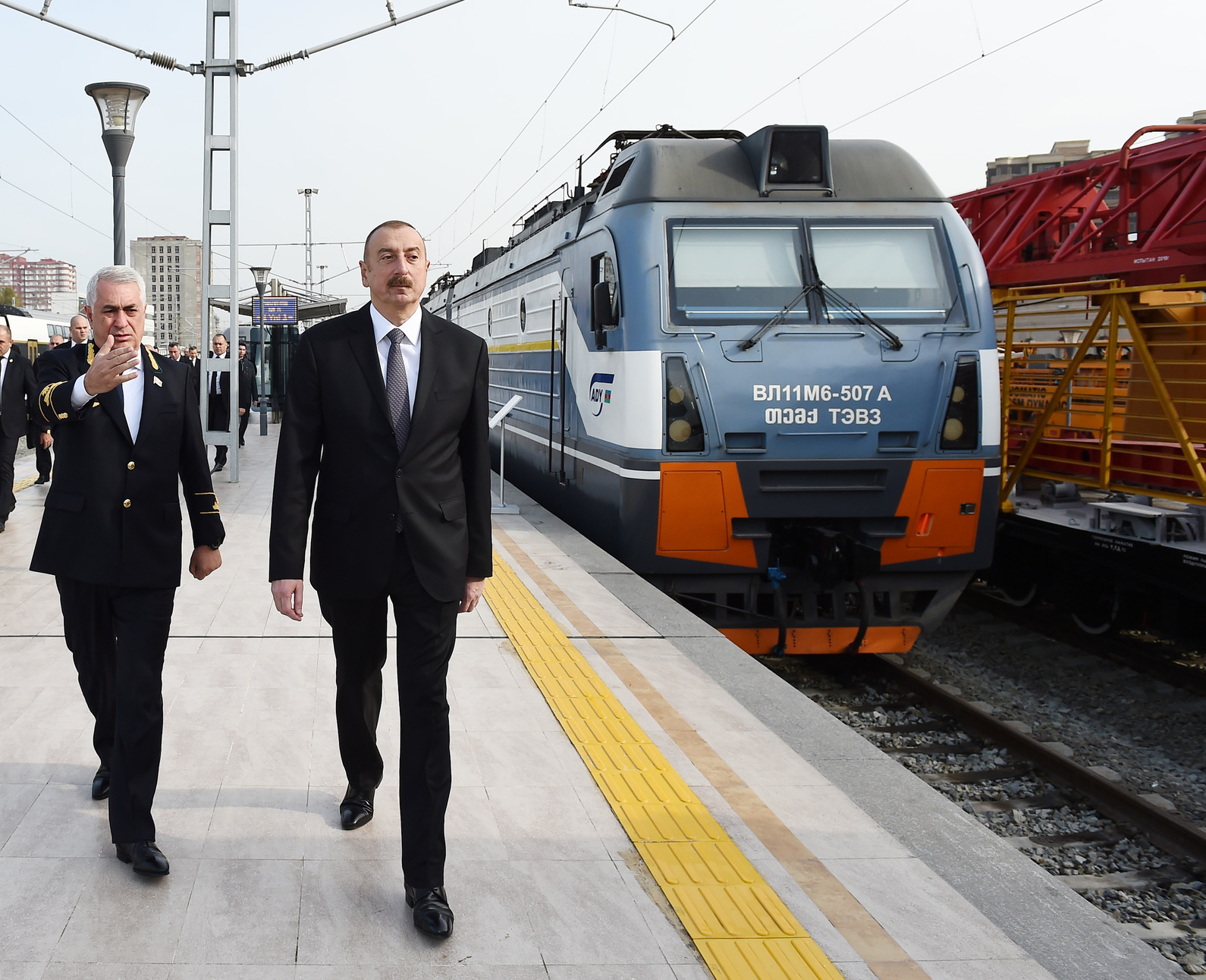
ВЛ11М6-507 - один из последних электровозов, выпущенных на ТЭВЗе в 2015 году. Рядом с электровозом - Президент Азербайджана Ильхам Алиев, станция Баку-Пассажирская